# Estadio Municipal de Pilar-Carlos Barraza
El Estadio Municipal de Pilar-Carlos Barraza es un estadio argentino que se ubica en la ciudad del Pilar, perteneciente al partido homónimo, en la provincia de Buenos Aires. Fue inaugurado el 4 de febrero de 2004. Desde 2017, es utilizado por Real Pilar, que tiene su sede en el propio estadio.

## Historia
Cuenta con capacidad para 10 000 espectadores aproximadamente. Se localiza en el kilómetro número 6 de la ruta provincial 28, de la ciudad del Pilar. Estos terrenos pertenecían a una antigua playa de maniobras del ferrocarril. Se inauguró en el año 2004. En 2009 se agregó el sistema de iluminación artificial, que se estrenó con el partido entre Fénix y el conjunto campanense de Villa Dalmine. 
El 10 de agosto de 2009 el estadio pasó a llamarse Carlos Barraza, en homenaje a uno de los mayores impulsores de la llegada del Club Atlético Fénix al partido del Pilar, a mediados del año 1998.
A fines del año 2014, tras el fallecimiento de Sergio Dáscola, coordinador de las divisiones inferiores y el alejamiento de César Mansilla, Fénix dejó la localía del estadio, ejerciendo dicha condición en otros escenarios cercanos.
Durante el año 2016, Muñiz, participante de la Primera D, quinta categoría del fútbol argentino, ejerció la localía en el estadio en algunos encuentros, ya que no poseía estadio propio.
Desde 2017 es utilizado por Real Pilar, equipo que actualmente juega en la Primera B, para disputar sus partidos de local y cuya sede social se encuentra en el propio estadio.